# Sinsajo
Sinsajo (en inglés, Mockingjay) es una novela de ciencia ficción distópica para jóvenes adultos de 2010 y el tercer libro de la trilogía de Los juegos del hambre, de la autora Suzanne Collins. Después de Los juegos del hambre en 2008 y En llamas en 2009, este continúa con la historia de Katniss Everdeen, donde se compromete a liderar la rebelión convirtiéndose en el «Sinsajo», y luchar contra el Capitolio en el país futurista de Panem. La serie fue inspirada en el mito griego de Teseo y el Minotauro y en los juegos de los gladiadores romanos. Los críticos han señalado que aborda temas como la lealtad, la guerra y la pobreza, además de cuestionar la realidad.
La novela y el audiolibro fueron publicados el 1 de agosto de 2010, mientras que el libro electrónico fue publicado seis días antes, el 18 de agosto. De Sinsajo se vendieron cuatrocientos cincuenta mil ejemplares en la primera semana de lanzamiento,[cita requerida] superando las expectativas de Scholastic. Recibió una reacción positiva por parte de los críticos en general. Se han vendido más de 18 millones de ejemplares solamente en los Estados Unidos.

## Inspiración y publicación de la historia

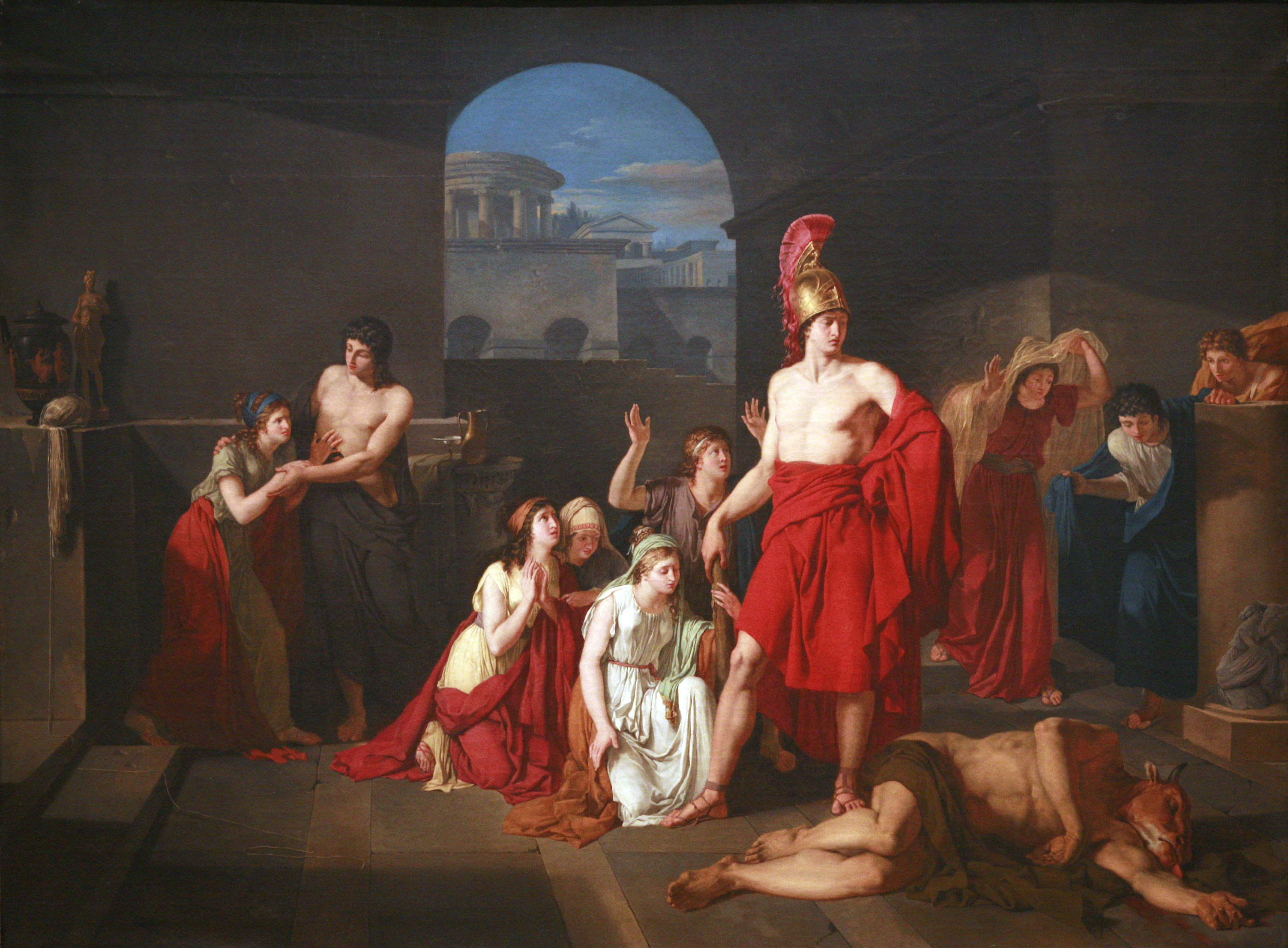
El mito de Teseo y el Minotauro fue una de las inspiraciones para la trilogía. Thésée vainqueur du Minotaure, obra de Charles-Édouard Chaise.

Collins ha dicho que la principal inspiración para la serie llegó del mito griego de Teseo y el Minotauro. Como castigo por los problemas del pasado, Atenas se vio obligada a sacrificar periódicamente siete jóvenes y siete doncellas a Creta, que eran luego puestos en el laberinto donde eran matados por el Minotauro. Después de un tiempo, Teseo, hijo del rey ateniense, decidió poner fin al Minotauro y al terror de Minos, por lo que se ofreció como voluntario para ir. Collins ha dicho que también hay muchas referencias romanas en la nación ficticia de Panem. Ella describe los Juegos del Hambre como "una versión actualizada de los juegos de los gladiadores romanos, lo que implica un gobierno cruel que obliga a la gente a luchar hasta la muerte como entretenimiento popular". Collins también explica que el nombre de Panem vino del dicho romano "Panem et circenses", que significa "pan y circo". Otra fuente de inspiración para la serie llegó en un momento en el que Collins estaba haciendo zapping en su televisor. En un canal había varios jóvenes en un concurso de reality show, mientras que otro mostraba a los jóvenes luchando en una guerra real; Collins recuerda que las dos imágenes "se mezclaron de una manera muy inquietante".
Al igual que con los libros anteriores de la trilogía, Sinsajo contiene veintisiete capítulos, con nueve capítulos en cada una de las tres partes. Esta estructura, que Collins había utilizado previamente en su serie de The Underland Chronicles, vino desde el fondo dramaturgo de Collins. Estos "tres actos" son la estructura evidente en la trilogía. Collins dijo: "sabía desde el principio", que iba a escribir una trilogía tomando en cuenta sus novelas anteriores.
La información sobre la cubierta y el título fue revelado por Scholastic el 11 de febrero de 2010. La cubierta sigue el tema de los libros anteriores ornitológico. El título de la novela, Sinsajo, viene de los pájaros híbridos que figuran en historia de las novelas,  en este caso un cruce de sinsonte y arrendajo, aunque en la novela se explica que es el cruce de un sinsonte y un charlajo (un pájaro genéticamente alterado por el Capitolio). Publishers Weekly describe al ave como "los pájaros híbridos que son un importante símbolo de esperanza y rebelión en todos los libros". Collins compara a Katniss con un Sinsajo por el hecho de que "nunca debería haber existido".

## Sinopsis

### Introducción a la trama
La trilogía se lleva a cabo en el país posapocalíptico de Panem, que ocupa lo que antes fue América del Norte. Panem es manejado por el Capitolio y está rodeado por doce distritos que dirige el presidente Snow, un hombre autoritario y capaz de todo por tener poder eternamente. El distrito 13 fue destruido por bombas de fuego, ya que este quiso desafiar al capitolio y armar una revolución, en la que fallaron, pero como este distrito producía armas nucleares el Capitolio no quiso tener más enfrentamientos y prefirió dejarlos vivir bajo tierra si hacían como si no existieran, pero cuando empieza la verdadera revolución todo cambiará, gracias a la llama que es Katniss Everdeen. En la primera novela, Los Juegos del Hambre, Katniss Everdeen, de dieciséis años se ofrece voluntaria para tomar el lugar de su hermana Prim en Los Juegos del Hambre, una competencia en la que se eligen un chico y una chica de cada distrito para luchar entre sí hasta la muerte y solo permanece uno mientras todo es televisado en directo, un castigo infligido por el Capitolio. Cuando en los septuagésimocuartos juegos (juegos en los que participa Katniss Everdeen) se dice que los dos tributos de un mismo distrito tienen permitido vivir, Katniss y su compañero, el tributo del Distrito 12, Peeta Mellark, fingen amor para ganar la simpatía de los espectadores, pero intentan suicidarse con unas bayas venenosas cuando vuelven a cambiar las reglas y deciden que solo uno puede sobrevivir. Esto fue visto como un acto de rebelión contra el Capitolio. En En llamas, Katniss y Peeta se ven obligados a competir de nuevo en unos Juegos del Hambre especiales de aniversario que consiste en que los tributos serán escogidos de los vencedores de las ediciones pasadas. Pero antes del Vasallaje de los Veinticinco, Katniss y Peeta, fueron obligados a seguir con su acto de amor, planeando casarse de forma pública, tras una amenaza del presidente Snow. Sin embargo, antes de que se acaben los juegos, los tributos que aún viven, entre ellos Katniss, son rescatados por los rebeldes que viven en el Distrito 13, mientras que Peeta, junto a otras dos tributos, es llevado al Capitolio. Gale Hawthorne, le informa que el Distrito 12 ha sido destruido, pero ha logrado salvar a su familia.

### Resumen
Todo empieza cuando Katniss Everdeen logra salir del tercer "Vasallaje de los Veinticinco", los septuagésimo quintos Juegos del Hambre. Ella empieza con un recorrido al distrito 12, su antiguo hogar el cual ha sido bombardeado por el Capitolio como venganza por haber escapado de la arena de los últimos juegos, mientras Peeta Mellark, el tributo masculino del distrito 12, es capturado por el Capitolio. Katniss ha sido protegida y, en cierto modo sometida por el distrito 13, el cual todo Panem creía que había sido destruido hace muchos años. El distrito 13 está preparando un ataque contra el Capitolio, liderados por la presidenta Alma Coin, y necesitan a una persona que anime a los demás distritos a levantarse contra el Capitolio. Necesitan una imagen. Necesitan un símbolo. Necesitan a Katniss, "El Sinsajo".
Después de su rescate por los rebeldes del distrito 13, Katniss está convencida de convertirse en "El Sinsajo": un símbolo de la rebelión contra el Capitolio. Como parte de un acuerdo, se exige que el líder del Distrito 13, la presidenta Coin, otorgue inmunidad a todos los vencedores de los Juegos del Hambre que fueron capturados por el Capitolio. También exige el derecho a matar al presidente Snow por sí misma. En un audaz rescate de Gale y otros rebeldes, Peeta, Annie y Johanna, previamente capturados, son rescatados desde el Capitolio. Sin embargo, Peeta ha sido "secuestrado", un método de tortura que consiste en lavarle el cerebro con veneno de rastrevíspula (un insecto creado en laboratorio), para creer que Katniss es el enemigo, y trata de matarla en su primer encuentro en el hospital del distrito 13. 
Los rebeldes, como Katniss, Gale y la comandante Paylor (del distrito 8), toman el control de los distritos y finalmente comienzan un asalto en el propio Capitolio. Sin embargo, un asalto a un barrio "seguro" del Capitolio va mal y Katniss y su equipo deben huir atravesando lugares peligrosos de este con la intención de encontrar y matar al presidente Snow. Muchos miembros del equipo de Katniss son asesinados, incluyendo a Finnick y Boggs. Con el tiempo, Katniss y Gale junto a los miembros vivos de su equipo se encuentran dirigiéndose hacia la mansión de Snow, que supuestamente ha sido abierta para albergar a los niños del Capitolio (pero en realidad la intención es proporcionar escudos humanos para Snow). Después, unos paracaídas caen desde un aerodeslizador del Capitolio con lo que aparentemente eran alimento y medicina para los niños, pero contenían bombas, y al llegar al suelo estallan matando a muchos de estos niños y a un equipo médico rebelde que llegaba para auxiliarlos, en el que se encontraba la hermana de Katniss, Prim. La muerte de Prim hace que Katniss se encuentre psicológicamente inestable.
El presidente Snow es juzgado y declarado culpable, pero antes de su sentencia, él le dice a Katniss que el asalto final que mató a Prim fue ordenado por la presidenta Coin, no por el Capitolio. Katniss se da cuenta de que si esto es cierto, la bomba usada por Coin fue diseñada por su mejor amigo Gale y por el genio informático Beetee (un vencedor de Juegos pasados el cual es el encargado de realizar armas para el distrito 13), ambos desarrollaron armamento para atacar al Capitolio y a Snow, pero Coin, quien quiere hacerse con el poder, según Snow, las usa para desestabilizar a Katniss y evitar así que ella sea una oponente en su futuro gobierno. Katniss se da cuenta de que, aunque es consciente de que Gale no diseñó la bomba para su hermana, nunca será capaz de mirar a Gale de la misma manera, independientemente de si estaba o no directamente involucrado en la muerte de Prim. Katniss recuerda una conversación con el presidente Snow en el que se comprometió a no mentirse unos a otros, y por lo tanto, se convence más de que Snow no miente y que probablemente el atentado que había matado a su hermana había sido dirigido por el distrito 13. Cuando se supone que se prepara para ejecutar a Snow, se da cuenta de que estaba diciendo la verdad y mata a la presidenta Coin en su lugar, clavándole la flecha que iba dirigida a Snow. Un alboroto sobreviene y Snow es encontrado muerto pues, posiblemente, se ahogó con su propia sangre o fue pisoteado por la multitud. La comandante Paylor, una líder rebelde del distrito 8, se convierte en la nueva presidente de Panem después de una votación de emergencia. Katniss es absuelta debido a su aparente locura y vuelve a su casa en el distrito 12, junto con otros que están tratando de reconstruir el distrito el cual se encuentra en cenizas. Peeta regresa poco después tras haber recuperado gran parte de su memoria. Por último, Katniss admite que haberse enamorado de Peeta era inevitable, ya que siempre ha representado para ella la promesa de un futuro mejor en vez de la destrucción que ahora se asocia con Gale. Afirma que no necesita el fuego y odio de Gale, pues ya tiene suficiente con lo vivido y que necesita al diente de león de color amarillo, que significa esperanza y no destrucción, y que la vida puede seguir por duras que sean nuestras pérdidas... Haymitch, Peeta y Katniss crean un libro lleno de buenos recuerdos y pequeños detalles y fotografías de personajes que fueron asesinados a lo largo de la guerra, los cuales no deberán de ser olvidados: Finnick, Boggs, Prim, Rue...
En el epílogo, Katniss habla como un adulto, más de veinte años después. Katniss mantiene una relación amorosa con Peeta y tienen dos hijos. Un niño (el menor), de ojos grises (como Katniss) y pelo rubio (como Peeta) y una niña (la mayor) de pelo oscuro (como Katniss) y ojos azules (como Peeta). Los Juegos del Hambre han terminado, las arenas han sido destruidas, y se les construyeron monumentos a los tributos muertos (ganadores o perdedores), pero ella teme el día en que sus hijos aprendan los detalles de la participación de sus padres, tanto en los Juegos como en la guerra. Peeta y Katniss a veces tienen recuerdos y pesadillas de las experiencias vividas en los Juegos. Peeta tiene flashbacks. Cuando se siente angustiada, Katniss se recuerda a sí misma de todo el bien en la que está rodeada, de todos los que murieron para que ellos pudieran vivir así; suele hacer listas mentales de esto, ella lo ve como un juego angustioso y repetitivo, pero pese a todo, se recuerda a sí misma que siempre puede haber juegos peores. Su última frase del libro y el epílogo dice: "Aun así, sé que hay juegos mucho peores."

## Temas
Las opiniones han señalado muchos temas en los libros previos, que también se exploran en Sinsajo. Una revisión de The Baltimore Sun destacó que "los temas de la serie, incluyen las dificultades físicas, la lealtad en circunstancias extremas y que atraviesa un terreno moralmente ambiguo, que continuó en una escala aún mayor". En el libro, Katniss debe hacer frente a la traición y la violencia contra las personas. Al mismo tiempo, mientras ella estaba simbólicamente tocando miles de vidas, también debe conducir a las personas a la guerra. Por último, Katniss se da cuenta de que ni siquiera puede confiar en la presidenta Coin, líder del Distrito 13.
En una entrevista con Collins, se observó que los libros "se tocan temas como la pobreza extrema, el hambre, la opresión y los efectos de la guerra, entre otros". Collins dijo que esto era por la inspiración de su padre, quien, al ir a la guerra de Vietnam, se aseguró de que sus hijos entendieran las consecuencias y efectos de la guerra. Katie Rophie de The New York Times escribió que "es la historia adolescente perfecta con una furia exquisitamente refinada contra el poder cruel y arbitrario del mundo de los adultos". En una revisión de USA Today, Bob Minzesheimer señaló optimista que la novela contenía: "La esperanza que surge de la desesperación. Incluso en un distópico futuro, no hay un futuro mejor".
Minzesheimer también tomó nota de la cuestión central de "real o no real?". Que se utiliza en toda la novela entre Katniss y otros personajes. Susan Carpenter, de Los Angeles Times también lo señaló, "Sinsajo lleva a los lectores a nuevos territorios y un mundo aún más brutal y confuso: uno donde no está claro de qué lado están los personajes, uno donde las lealtades son presuntuosas y hacen frente en repetidas ocasiones en la cabeza".

### Origen del término
La palabra sinsajo no existe en castellano. Se trata de un neologismo creado para traducir el neologismo inglés mockingjay. Existen en inglés los términos mockingbird y Eurasian jay. El mockingbird es el Mimus polyglottos conocido como sinsonte o cenzontle. El sinsonte es un ave paseriforme nativa de América del Norte. Los ejemplares adultos son grises por la parte superior del cuerpo, con ojos de un amarillo pálido y pico negro. La cola es de color oscuro con los bordes blancos, y las patas largas y negras. Las alas muestran finas líneas blancas, y durante el vuelo dejan ver manchas, también blancas en las alas y dos franjas blancas longitudinales en la cola. Se caracterizan por imitar sonidos de otros animales. El Eurasian jay es el Garrulus glandarius conocido como arrendajo o gayo, otra especie de ave paseriforme de la familia de los córvidos. Es un ave muy ruidosa, con un reclamo muy característico, fácil de ver. Se mueve en pequeños grupos familiares, aunque se agrupa más en primavera. Es un ave muy abundante, sin problemas generales de población y que de hecho en los últimos tiempos ha aumentado, como el resto de córvidos.
De la combinación de los nombres sinsonte y arrendajo los traductores formaron el nuevo nombre "sinsajo", con las mismas raíces que mockingjay. El sinsonte posee la característica de imitar sonidos de otros animales o incluso máquinas, mientras que el arrendajo es de mayor tamaño y de sonido estridente.
Aunque en Los juegos del hambre se específica claramente que el "sinsajo" surge de la combinación de los "charlajos", una especie creada por el Capitolio durante los “días oscuros” para espiar a los rebeldes que tenían la capacidad de memorizar y reproducir una conversación humana completa; cuando los rebeldes lo descubrieron los utilizaron en contra del Capitolio enviando información falsa; así el Capitolio “se deshizo de ellos” liberándolos y estos se reprodujeron con las hembras sinsontes y de ahí surgieron los sinsajos.

## Publicación
Sinsajo primero fue lanzado en los Estados Unidos y Canadá el 24 de agosto de 2010. Reino Unido, Nueva Zelanda y Australia recibieron el libro un día después, el 25 de agosto de 2010. El audiolibro fue lanzado simultáneamente el 24 de agosto de 2010 por Scholastic Audio.

### Ventas
El libro tuvo una tiraje de 1,2 millones de la primera impresión que tuvo un recibimiento de hasta 750.000 copias. En su primera semana de lanzamiento, el libro vendió más de 450.000 copias. Después de esto, Scholastic publicó un adicional de 400.000 copias, con lo que el tiraje inicial fue de hasta 1,6 millones de dólares. El presidente de Scholastic Trade, Ellie Berger, dijo que las ventas "habían superado todas las expectativas". El libro también fue lanzado en formato de libro electrónico y las ventas alcanzaron en la semana del 29 de agosto de 2010, superando a Los hombres que no amaban a las mujeres que había ocupado el primer puesto desde abril. Los otros libros de juegos del hambre también han aparecido en los diez primeros, con el primer libro en el quinto y el segundo libro en octavo.

## Lanzamiento

### Promoción

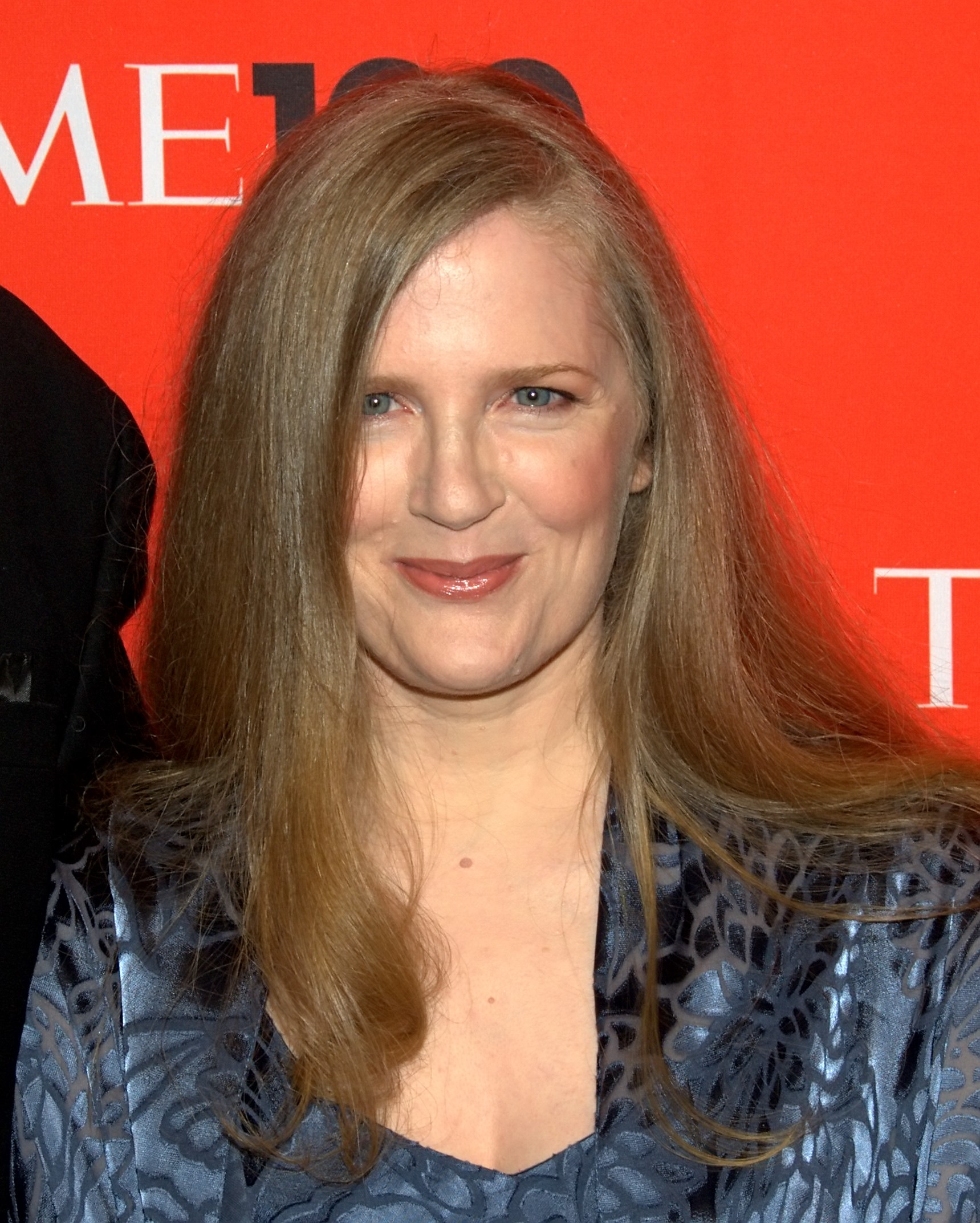
Suzanne Collins, autora de la novela

Para promover el lanzamiento de Sinsajo, muchas librerías llevaron a cabo fiestas de medianoche. El acto oficial en Nueva York contó con la presencia de Collins, e incluía muchas actividades, como lectura de tarot, un mago, malabaristas y maquillistas. Los premios, tales como copias firmadas de En llamas y tazas con temática de los Juegos del Hambre se sortearon. Una vez que Collins llegó, leyó el primer capítulo de la novela, explicando que ella leía con acento narrador de Katniss, que es de los Apalaches. A medianoche, las copias se vendían con un sello de la firma de Collins que tenía una lesión en la mano y no pudo firmar.
Antes del lanzamiento, Scholastic también publicó un tráiler para el libro, puso en marcha una página en Facebook que ganó más de veintidós mil seguidores en diez días, y realizó un concurso para librerías para que pudieran ganar la visita de Collins y puso un reloj de cuenta regresiva en línea para la fecha de lanzamiento. También hubo anuncios para el libro en los sitios web tales como Entertainment Weekly y Romantic Times. National Entertainment Collectibles Association también vende otros productos tales como camisetas, carteles, juegos y pulseras. Collins también hizo un "Distrito-13 Blog Tour", donde 13 ganadores recibieron una copia gratuita de Sinsajo el 24 de agosto de 2010. Un recorrido también se tenía previsto, que comenzaría en Books of Wonder en Nueva York. La gira terminó el 6 de noviembre de 2010, en Third Place Books en Lake Forest Park, Washington.

### Crítica
Sinsajo ha recibido críticas positivas de los críticos, sin embargo, se señaló que hubo una caída del suspenso entre En llamas y el inicio de Sinsajo. Nicole Sperling de la revista Entertainment Weekly le dio el libro una B+, y dijo: "Collins ha pateado la brutal violencia a un nivel superior en una trama que te mantiene al filo de tu asiento". Publishers Weekly calificó el libro como "el mejor hasta ahora, una hermosa orquestada y una novela inteligente, que tiene éxito en todos los niveles". La revisión llegó a elogiar el "comentario agudo social y la construcción del mundo ingenioso". Kirkus Reviews le dio a Sinsajo una reseña estrellada, diciendo que el libro es exactamente lo que sus fanes están buscando y que "va a apoderarse de ellos y no los dejará ir". Susan Carpenter, de Los Angeles Times comparó el campo de batalla a Irak y dijo que el libro es tan original como el primero de la serie, terminando la revisión con un "Wow".
Nancy Knight de The Baltimore Sun, comentó que el libro "termina en una nota aparentemente feliz, pero los efectos desgarradores de la guerra y la pérdida no tan dulces", y que habrá lectores que pensarán en los efectos de la guerra en la sociedad. Katie Roiphe de The New York Times dijo que es "la historia adolescente perfecta con su furia exquisitamente refinada contra el poder cruel y arbitrario del mundo adulto". Sin embargo, criticó que no estaba "impecablemente trazada", como Los Juegos del Hambre. Bob Minzesheimer de USA Today le dio al libro, tres de cuatro estrellas.
Mientras que una revisión de The Sacramento Bee elogió las escenas de acción y la batalla en el Capitolio, el revisor también criticó a Collins por no dar suficiente tiempo para terminar de atar todos los cabos sueltos, "la decepción con éxito de Sinsajo es principalmente como Collins comienza su recta final. Es casi como si ella no dedicara el tiempo suficiente o no pudiera poner más capítulos para manejar atar los cabos".

## Adaptación cinematográfica
Se realizó una adaptación cinematográfica en dos partes. La primera, titulada Los juegos del hambre: sinsajo - Parte 1 fue estrenada en 2014 y la segunda, Los juegos del hambre: sinsajo - Parte 2 fue estrenada en 2015.